# Glíglico
El glíglico es una lengua creada por Julio Cortázar y presente en su novela Rayuela, cuyo capítulo 68, que evoca una escena erótica, está completamente escrito en esta. Se trata de un lenguaje musical, creado por medio de jitanjáforas, que se interpreta como un juego, además de ser un cabalístico, compartido por los enamorados, que los aísla del resto del mundo.

Apenas él le amalaba el noema, a ella se le agolpaba el clémiso y caían en hidromurias, en salvajes ambonios, en sustalos exasperantes. Cada vez que él procuraba relamar las incopelusas, se enredaba en un grimado quejumbroso y tenía que envulsionarse de cara al nóvalo, sintiendo cómo poco a poco las anillas se espejunaban, se iban apeltronando, reduplimiendo, hasta quedar tendido como el trimalciato de ergomanina al que se le han dejado caer unas fílulas de cariaconcia. Y sin embargo era apenas el principio, porque en un momento dado ella se tordulaba los hurgalios, consintiendo en que él aproximara suavemente sus orfelunios. Apenas se entreplumaban, algo como un ulucordio los encrestoriaba, los extrayuxtaba y paramovía, de pronto era el clinón, las esterfurosa convulcante de las mátricas, la jadehollante embocapluvia del orgumio, los esproemios del merpasmo en una sobrehumítica agopausa. ¡Evohé! ¡Evohé! Volposados en la cresta del murelio, se sentía balparamar, perlinos y márulos. Temblaba el troc, se vencían las marioplumas, y todo se resolviraba en un profundo pínice, en niolamas de argutendidas gasas, en carinias casi crueles que los ordopenaban hasta el límite de las gunfias.
Julio Cortázar, Rayuela, capítulo 68

Aunque a primera vista parece carecer de sentido, una lectura más detallada permite ver que en realidad es bastante comprensible. El glíglico tiene la misma sintaxis y morfología que el español, usando palabras de uso habitual con otras inventadas pero reconocibles como sustantivos o verbos, y puntuando correctamente las frases. Una posible fuente de inspiración es el Jabberwocky de Lewis Carroll. Hay posibles antecedentes entre los poetas de la vanguardia hispanoamericana, como Vicente Huidobro u Oliverio Girondo.